# Divo
Con il termine divo ci si riferisce perlopiù a un personaggio reale o immaginario la cui caratteristica principale sia una indiscussa notorietà mediatica. L'attuale uso deriva dal fatto che in antico il termine aveva un significato religioso e veniva riferito a personaggi divinizzati. In senso proprio, infatti, "divo" e il corrispettivo femminile "diva" derivano dagli omologhi termini latini divus e diva, cioè "divino" e "divina".

## Uso antico
Presso i Romani l'attributo "divo" era assegnato a quegli uomini di particolare importanza che fossero riconosciuti pubblicamente dopo la morte tra le divinità. In particolare per tutta l'età imperiale il Senato procedette a riconoscere come divini molti degli Imperatori attraverso pubbliche cerimonie di apoteosi (o divinizzazione), massima espressione del culto imperiale, nel corso delle quali la cremazione all'aperto dei resti mortali o di un simulacro del principe simboleggiava la sua ascensione tra gli dei della religione romana: da quel momento l'imperatore, divenuto divus, poteva essere soggetto diretto del culto religioso. Esempi di tale pratica furono, tra gli altri, il Divo Giulio, il Divo Augusto, il Divo Antonino, etc.
L'espressione ricorre anche nel famoso incipit dell'Iliade: Cantami o diva... ("cantami o [Musa] divina...") (...) il divo Achille ("Achille di stirpe divina"): traduzione Monti, I.1, I.9. Qui, però, il riferimento alla divinità di Achille è legato alla sua discendenza divina dalla ninfa Teti. L'uso della divinizzazione, sebbene con modalità diverse da quella romana, è tratto comune a molte delle civiltà antiche.

## Uso moderno
In senso figurato oggi l'epiteto divo (o diva) è impiegato per indicare una personalità famosa, del mondo dello spettacolo particolarmente, che si distingue nel suo campo ed è molto amata.
Il termine si riferisce al fatto che tali personaggi sono tanto amati che, in determinati contesti, sono considerati come delle divinità, pur con le dovute proporzioni. Se un tempo veniva usato con una certa parsimonia, solo nel caso di personalità particolarmente di spicco, oggi tende ad essere un corrispettivo del termine inglese "star". Ad esempio, divi del cinema sono Sean Connery, Tom Cruise, Nicole Kidman, Brad Pitt, Julia Roberts o George Clooney per il panorama internazionale, e Sophia Loren, Totò, Marcello Mastroianni o Gina Lollobrigida per quello nazionale.
L'uso di attribuire iperbolicamente l'epiteto di "divino" a qualche personaggio molto popolare, soprattutto nel mondo dello spettacolo o dello sport, è già piuttosto antico. Dalle "primedonne" del teatro e del melodramma è in seguito passato ad attori cinematografici e personaggi dello sport.
Già nel secolo XIX, a proposito della popolarissima attrice Adelaide Ristori (1822-1906) si ricorda che fu chiamata La Divina prima della Callas. E successivamente Eleonora Duse (1858-1924) verrà ufficialmente insignita di tale epiteto ad opera del vate Gabriele D'Annunzio. Oggigiorno in Italia "la divina" suscita soprattutto il ricordo di Maria Callas (1923-1977), benché un altro soprano acclamato con questo titolo sia Leyla Gencer (1924-2008), la Diva turca. 
Inoltre, anche il politico italiano Giulio Andreotti è stato definito dai media "Il divo", da cui è poi derivato anche l'omonimo film. 
Nell'ambito del cinema, "la divina" è in particolare l'epiteto di Greta Garbo (1905-1990), derivatole anche dalla sua interpretazione nel 1928 del film La divina (The Divine Woman) di Victor Sjöström. In ambito sportivo è ricordata come "divina" la tennista francese Suzanne Lenglen (1899-1938), che si segnalò per il suo talento unito alla grazia dei suoi movimenti.
Il termine italiano "diva" (al femminile soltanto) è oggi internazionale: esso è passato anche in inglese, francese, tedesco, ecc. per designare soprattutto virtuose di canto lirico, ma anche donne di particolare distinzione e/o primedonne capricciose.